# Associação Brasileira de Arte Fotográfica
A Associação Brasileira de Arte Fotográfica (ABAF) é uma associação com sede no bairro do Botafogo, cidade do Rio de Janeiro.
A Associação é uma instituição sem fins lucrativos e reuni amantes da arte fotográfica com o objetivo de divulgar e promover este meio.

## História
A ABAF foi fundada em 9 de fevereiro de 1951.

## Ligação externa
- Associação Brasileira de Arte Fotográfica